# 1,4-dioxaantetraketon
Dioxaantetraketon (or 1,4-dioxaan-2,3,5,6-tetron) is een organische verbinding met de formule {\displaystyle {\ce {C4O6}}}. Het is een oxide van koolstof (een koolstofoxide), dat gezien kan worden als het viervoudige keton van 1,4-dioxaan. Een andere manier om het molecuul te duiden is als het cyclische dimeer van het hypothetische oxaalzuuranhydride.
In 1998 is de verbinding gesynthetiseerd door oxalylchloride of het bromide, resp. {\displaystyle {\ce {(COCl)2}}} en {\displaystyle {\ce {(COBr)2}}},  te laten reageren met een suspensie van zilveroxalaat, {\displaystyle {\ce {Ag2C2O4}}}, bij −15 °C in ether. Vervolgens werd het oplosmiddel afgedampt bij lage temperatuur en druk.
In oplossing in ether of chloroform is de stof stabiel bij −30 °C. Bij opwarmen tot 0 °C ontleed de verbinding in  een 1:1 mengsel van koolstofmonoxide en koolstofdioxide.
{\displaystyle {\ce {C4O6 \ ->[{\ce {0\ ^{o}C}}][{\ce {\ }}] \ 2 CO \ + \ 2 CO2}}}
De stabiliteit en de ruimtelijke structuur van het molecuul zijn ook theoretisch onderzocht.